# Liste des poissons au Québec
Pour des articles plus généraux, voir Liste des poissons au Canada et Faune au Québec.

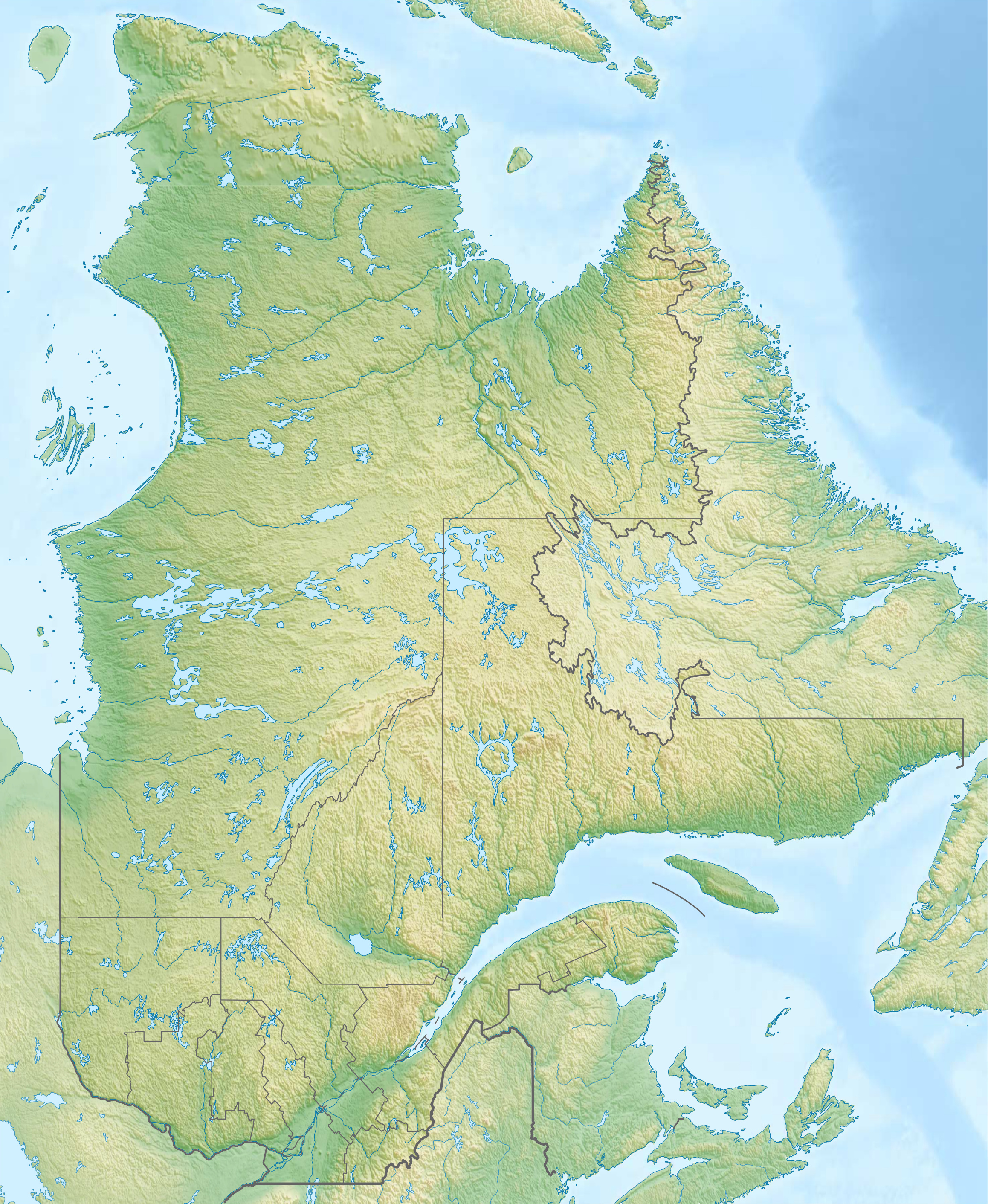
Carte topographique du Québec.

Localisation du Québec au Canada.

Cette liste commentée recense l'ichtyofaune au Québec. Elle répertorie les espèces de poissons québécois actuels et celles qui ont été récemment classifiées comme éteintes (à partir de l'Holocène, depuis donc 11 700 ans av. J.‑C.). Cette liste inclut deux écosystèmes aquatiques :
- l'eau douce ;
- et l'eau de mer.

## Note
1. ↑  Cette liste est dérivée de la liste rouge de l'UICN, qui répertorie la plupart des espèces présentes dans le monde depuis le XVIe siècle, avec en plus celles répertoriées depuis le début de l'Holocène (soit 11 700 ans av. J.‑C.). La taxonomie et la nomenclature de ces animaux, complétées par des noms vulgaires, sont basées sur celles utilisées par FishBase, SITI ou encore l'UICN.